# Gozo
36°03′N 14°15′Ø / 36.050°N 14.250°Ø
Gozo (maltesisk: Ghawdex) er den næststørste ø i det maltesiske ørige.

## Geografi og infrastruktur
Gozo ligger ca. seks kilometer nordvest for den maltetiske hovedø, og har et areal på 67 km². Gozo er omkring 14 km målt fra øst til vest og 8 km målt fra nord til syd.  Det højeste punkt på 176 meter ligger på øens vestlige del. Der lever ca. 31.000 indbyggere i 14 byer. Den største by på Gozo med ca. 6.800 indbyggere  hedder Victoria (dagligt Rabat, kirkeligt Città Notabile). Her residerer biskoppen, idet Gozo udgør et eget stift. De øvrige bebyggelser har mere en landsbyagtig karakter, med byer op til 2.000 indbyggere. I forhold til hovedøen Malta er Gozo tyndere befolket, mere bakket, mere frodig og mere landlig.

Bilfærger i pendulfart sørger for forbindelsen  til øen Malta fra  Mġarr til færgehavnen Ċirkewwa på Maltas nordvestkyst. Der er endvidere en regelmæssig helikopterforbindelse fra byen Xewkija fem kilometer vest for Victoria til helikopterlandingspladsen Luqa Airport ved Malta International Airport
Naæsten alle Gozos veje har retning od øens hovedstad Victoria.  Som på hovedøen Malta er  venstrekørsel.
Der er flere buslinier som begynder fra færgehavnen Mġarr via Marsalforn til den centrale busstation i Victoria og fører derfra til de enkelte landsbyer.   
Landbruget er Gozos hovedindtægtskilde, der beskæftiger ca. 1.000 af øens indbyggere, men for en fjerdedel af dem er det kun et bierhverv. Øens landbrug forsyner Malta med  60 procent af dens fødevarer. Også indvinding af havsalt, brydning af kalksten og turisme er vigtige indtægtskilder.

## Historie
Allerede 5. årtusinde f.Kr. levede der mennesker på øen, der sandsynligvis var indvandret fra Sicilien. Endnu før midten af det 4. årtusinde blev på området syd for det nuværende Xagħra tempelanlægget Ġgantija bygget. Tretusinder år senere gav Fønikerne øen navnet „Göl“, de efterfølgende grækere og romerer ændrede det til „Gaulus“, og først fra det 14. århundrede e. kr. er det nuværende navn kendt. 
I Juli 1551 overfaldt det Osmanniske Rige Gozo, og sendte alle arbejdsduelige indbyggere som slaver til Libyen. Derefter blev øens befæstningsanlæg forstærket gennem Johanniterordenen. For ordenen var Gozo en vigtig økonomisk faktor, på grund af at der på klippeøen Fungus Rock i nærheden af Gozos kyst forekommende plante  Cynomorium coccineum. Den tørrede plante blev anvendt som blodstandsende middel, og som foruden selv at anvende den solgtes til de europæiske fyrstehuse. Senere fandt man ud af, at svampen ikke havde nogen medicinsk effekt. 
Da Malteserridderne under deres Stormester Ferdinand von Hompesch zu Bolheim 1798 uden kamp overgav sig til Napoleons tropper, reagerede Gozos med en folkeopstand mod den franske besættelse af deres ø. Soldaterne blev taget til fange i september og indsat i fæstningen Citadellet i Rabat. I oktober erklærede Gozo sin uafhængighed og gav øen navnet "La Nazione Gozitana" (Staten Gozo). Allerede  2 år efter i september 1800 ophørte selvstændigheden efter at Storbritannien tog øgruppen Malta i besiddelse.
1827 udgravede britiske arkæologer megalit-templet Ġgantija-Tempels. 1897 gav briterne øens hovedby Rabat navnet Victoria og 1915 oprettede de Victorias bypark.
1987 fik Gozo lidt selvstændighed tilbage, da øen sammen med naboøen Comino fik sit eget administrative distrikt.  

## Natur
Særlig om foråret viser Gozo sig tydeligt grønnere end naboøen Malta. På Gozo er der er oplagret mere frugtbar jord på de ufrugtbare kalksandsten, end på resten af Malta, som er grundlaget for at planterne kan udvikle sig. Desuden har øen flere underjordiske vandforekomster, der er vigtig for landbruget. En videre vigtig faktor for øens frugtbarhed er at befolkningstætheden er lavere end på Malta, sådan at større friarealer mellem byerne er bevaret. Gozitanerne kalder deres ø  den grønne ø, selvom vegetationen sammenlignet med mellemeuropæiske forhold virke lidt mindre frugtbart. Englænderne bragte den glatbladede kaktus Opuntieae til Malta, der her ikke er endemisk.

## Seværdigheder
- Det blå vindue var en 100 meter og 20 meter høj bueklippe. Åbningen i klippestykket gav udsigt til det azurblå hav og kyststrækningen bagved, hvor middelhavets bølger støder skummende mod klipperne. Den 8. marts 2017 kollapsede Azure Window pga. erosion. Det blå vindue var en del af Dwejra Heritage Park, som også rummer to indlandssøer. Det Blå Vindue var en af Maltas mest ikoniske attraktioner. Buen er blevet udødeliggjort i flere film og serier, herunder blandt andet den amerikanske "Game of Thrones".

De to cirkelrunde søer er skabt af underjordiske grotter, der er styrtet sammen. Det er muligt at bade i søerne. Det er mulig at tage med turistbåde gennem den lange, lave klippetunnel fra Inland Sea til havet.
- Ggantija-templerne  (Maltesisk: "Kæmpens Tårn") er et tempelkompleks af megalitter, bygget i yngre stenalder. Ġgantija-templerne er de tidligste af en række megalit-templer på Malta. Folket der byggede dem opførte de to Ġgantija-templer i yngre stendalder (ca. 3600-2500 f.kr.); templerne er således ca. 5500 år gamle og blandt de ældste menneskeskabte religiøse bygninger. Tillige med andre lignende bygningsværker er disse templer blevet optaget på UNESCOs Verdensarvsliste som de megalitiske templer på Malta. Templerne blev muligvis brugt af en frugtbarhedskult; arkæologer mener at de talrige fund af statuer og statuetter fundet på stedet har forbindelse til en sådan kult. Ifølge den lokale folketro på Gozo blev templerne bygget af en kæmpekvinde, der brugte stedet i religiøst øjemed.[1]
- Fungus Rock (maltesisk: Il-Ġebla tal-Ġeneral, Generalen si klippe), er en 60 meter høj klippeø  af kalksten ved indgangen til en næsten cirkelformet sort lagune i Dwejra. I dag er Fungus Rock et naturreservat, men kystlinien nær klippøen er  tilgængeligt for turisterne.

## Galleri
- Gozas flag.
- MV Ta' Pinu, en af de tre færger.
- Landskab på Gozo.
- Kathedralen i Victoria.
- Kapel ved kysten.
- Det blå vindue.
- Landskab.